# Lista episoadelor din Star Trek: Discovery
Aceasta este o listă de episoade din Star Trek: Discovery.

## Introducere
Star Trek: Discovery este un  serial TV science fiction ce se desfășoară în universul Star Trek creat de Gene Roddenberry. Serialul este creat de  Bryan Fuller și Alex Kurtzman pentru CBS All Access. Este primul serial dezvoltat special pentru acest serviciu și primul serial Star Trek după Star Trek: Enterprise care a fost finalizat în 2005. Pe fundalul războiului rece dintre Federația Unită a Planetelor și klingonieni serialul prezintă echipajul navei spațiale USS Discovery și misiunile sale. Are loc cu un deceniu înainte de evenimentele din Star Trek: Seria originală, separat față de cronologia din noua serie de filme care este produsă începând cu 2009.
Premiera sezonului a avut loc  24 septembrie 2017, când au fost difuzate pe CBS două episoade.

## Prezentare generală a seriei
| Sezonul | Sezonul | Episoade | Episoade        | Premiera TV        | Premiera TV       | Premiera TV    |
| Sezonul | Sezonul | Episoade | Episoade        | Prima lansare      | Ultima lansare    | Reţea          |
| ------- | ------- | -------- | --------------- | ------------------ | ----------------- | -------------- |
|         | 1       | 15       | 9               | 24 septembrie 2017 | 12 noiembrie 2017 | CBS All Access |
| 6       | 1       | 15       | 7 ianuarie 2018 | 11 februarie 2018  |                   | CBS All Access |
|         | 2       | 14       | 14              | 17 ianuarie 2019   | 18 aprilie 2019   | CBS All Access |
|         | 3       | 13       | 13              | 15 octombrie 2020  | 7 ianuarie 2021   |                |
|         | 4       | 13       | 13              | 18 noiembrie 2021  | 17 martie 2022    | Paramount+     |

## Episoade

### Sezonul 1 (2017–18)
| Nr. în serial | Nr. în sezon | Titlu                                              | Regizat de           | Scris de | Data lansării      |
| ------------- | ------------ | -------------------------------------------------- | -------------------- | --- | ------------------ |
| 1             | 1            | „The Vulcan Hello”                                 | David Semel          | Poveste de: Bryan Fuller & Alex Kurtzman Scenariu de: Akiva Goldsman & Bryan Fuller                                        | 24 septembrie 2017 |
| 2             | 2            | „Battle at the Binary Stars”                       | Adam Kane            | Poveste de: Bryan Fuller Scenariu de: Gretchen J. Berg & Aaron Harberts                                                    | 24 septembrie 2017 |
| 3             | 3            | „Context Is for Kings”                             | Akiva Goldsman       | Poveste de: Bryan Fuller & Gretchen J. Berg & Aaron Harberts Scenariu de: Gretchen J. Berg & Aaron Harberts & Craig Sweeny | 1 octombrie 2017   |
| 4             | 4            | „The Butcher's Knife Cares Not for the Lamb's Cry” | Olatunde Osunsanmi   | Jesse Alexander & Aron Eli Coleite                                                                                         | 8 octombrie 2017   |
| 5             | 5            | „Choose Your Pain”                                 | Lee Rose             | Poveste de: Gretchen J. Berg & Aaron Harberts & Kemp Powers Scenariu de: Kemp Powers                                       | 15 octombrie 2017  |
| 6             | 6            | „Lethe”                                            | Douglas Aarniokoski  | Joe Menosky & Ted Sullivan                                                                                                 | 22 octombrie 2017  |
| 7             | 7            | „Magic to Make the Sanest Man Go Mad”              | David M. Barrett     | Aron Eli Coleite & Jesse Alexander                                                                                         | 29 octombrie 2017  |
| 8             | 8            | „Si Vis Pacem, Para Bellum”                        | John S. Scott        | Kirsten Beyer | 5 noiembrie 2017   |
| 9             | 9            | „Into the Forest I Go”                             | Chris Byrne          | Bo Yeon Kim & Erika Lippoldt                                                                                               | 12 noiembrie 2017  |
| 10            | 10           | „Despite Yourself”                                 | Jonathan Frakes      | Sean Cochran | 7 ianuarie 2018    |
| 11            | 11           | „The Wolf Inside”                                  | T. J. Scott          | Lisa Randolph | 14 ianuarie 2018   |
| 12            | 12           | „Vaulting Ambition”                                | Hanelle M. Culpepper | Jordon Nardino | 21 ianuarie 2018   |
| 13            | 13           | „What's Past Is Prologue”                          | Olatunde Osunsanmi   | Ted Sullivan | 28 ianuarie 2018   |
| 14            | 14           | „The War Without, The War Within”                  | David Solomon        | Lisa Randolph | 4 februarie 2018   |
| 15            | 15           | „Will You Take My Hand?”                           | Akiva Goldsman       | Poveste de: Akiva Goldsman & Gretchen J. Berg & Aaron Harberts Scenariu de: Gretchen J. Berg & Aaron Harberts              | 11 februarie 2018  |

1. ↑  Primul episod a avut o premieră specială pe CBS, alături de lansarea sa pe CBS All Access.[1][2]

În martie 2018, a fost lansată o „scenă secretă” care descrie o alternativă care se încheie cu finala sezonului. Prezintă Mirror Georgiou fiind abordat de un agent din Secțiunea 31, o poveste care este explorată în continuare în al doilea sezon al seriei.

### Sezonul 2 (2019)
| Nr. în serial | Nr. în sezon | Titlu                           | Regizat de           | Scris de                                                                                                   | Data lansării     |
| ------------- | ------------ | ------------------------------- | -------------------- | --- | ----------------- |
| 16            | 1            | „Brother”                       | Alex Kurtzman        | Ted Sullivan & Gretchen J. Berg & Aaron Harberts                                                           | 17 ianuarie 2019  |
| 17            | 2            | „New Eden”                      | Jonathan Frakes      | Poveste de: Akiva Goldsman & Sean Cochran Scenariu de: Vaun Wilmott & Sean Cochran                         | 24 ianuarie 2019  |
| 18            | 3            | „Point of Light”                | Olatunde Osunsanmi   | Andrew Colville                                                                                            | 31 ianuarie 2019  |
| 19            | 4            | „An Obol for Charon”            | Lee Rose             | Poveste de: Jordon Nardino & Gretchen J. Berg & Aaron Harberts Scenariu de: Alan McElroy & Andrew Colville | 7 februarie 2019  |
| 20            | 5            | „Saints of Imperfection”        | David Barrett        | Kirsten Beyer                                                                                              | 14 februarie 2019 |
| 21            | 6            | „The Sound of Thunder”          | Douglas Aarniokoski  | Bo Yeon Kim & Erika Lippoldt                                                                               | 21 februarie 2019 |
| 22            | 7            | „Light and Shadows”             | Marta Cunningham     | Poveste de: Ted Sullivan & Vaun Wilmott Scenariu de: Ted Sullivan                                          | 28 februarie 2019 |
| 23            | 8            | „If Memory Serves”              | T. J. Scott          | Dan Dworkin & Jay Beattie                                                                                  | 7 martie 2019     |
| 24            | 9            | „Project Daedalus”              | Jonathan Frakes      | Michelle Paradise                                                                                          | 14 martie 2019    |
| 25            | 10           | „The Red Angel”                 | Hanelle M. Culpepper | Chris Silvestri & Anthony Maranville                                                                       | 21 martie 2019    |
| 26            | 11           | „Perpetual Infinity”            | Maja Vrvilo          | Alan McElroy & Brandon Schultz                                                                             | 28 martie 2019    |
| 27            | 12           | „Through the Valley of Shadows” | Douglas Aarniokoski  | Bo Yeon Kim & Erika Lippoldt                                                                               | 4 aprilie 2019    |
| 28–29         | 13–14        | „Such Sweet Sorrow”             | Olatunde Osunsanmi   | Michelle Paradise & Jenny Lumet & Alex Kurtzman                                                            |                   |

### Sezonul 3 (2020–21)
| Nr. în serial | Nr. în sezon | Titlu                      | Regizat de           | Scris de                                                        | Data lansării     |
| ------------- | ------------ | -------------------------- | -------------------- | --------------------------------------------------------------- | ----------------- |
| 30            | 1            | „That Hope Is You, Part 1” | Olatunde Osunsanmi   | Michelle Paradise & Jenny Lumet & Alex Kurtzman                 | 15 octombrie 2020 |
| 31            | 2            | „Far from Home”            | Olatunde Osunsanmi   | Michelle Paradise & Jenny Lumet & Alex Kurtzman                 | 22 octombrie 2020 |
| 32            | 3            | „People of Earth”          | Jonathan Frakes      | Bo Yeon Kim & Erika Lippoldt                                    | 29 octombrie 2020 |
| 33            | 4            | „Forget Me Not”            | Hanelle M. Culpepper | Alan McElroy & Chris Silvestri & Anthony Maranville             | 5 noiembrie 2020  |
| 34            | 5            | „Die Trying”               | Maja Vrvilo          | Poveste de: James Duff & Sean Cochran Scenariu de: Sean Cochran | 12 noiembrie 2020 |
| 35            | 6            | „Scavengers”               | Douglas Aarniokoski  | Anne Cofell Saunders                                            | 19 noiembrie 2020 |
| 36            | 7            | „Unification III”          | Jon Dudkowski        | Kirsten Beyer                                                   | 26 noiembrie 2020 |
| 37            | 8            | „The Sanctuary”            | Jonathan Frakes      | Kenneth Lin & Brandon Schultz                                   | 3 decembrie 2020  |
| 38–39         | 9–10         | „Terra Firma”              |                      |                                                                 |                   |
| 40            | 11           | „Su'Kal”                   | Norma Bailey         | Anne Cofell Saunders                                            | 24 decembrie 2020 |
| 41            | 12           | „There Is a Tide...”       | Jonathan Frakes      | Kenneth Lin                                                     | 31 decembrie 2020 |
| 42            | 13           | „That Hope Is You, Part 2” | Olatunde Osunsanmi   | Michelle Paradise                                               | 7 ianuarie 2021   |

### Sezonul 4 (2021–22)
| Nr. în serial | Nr. în sezon | Titlu                  | Regizat de                         | Scris de                                        | Data lansării     |
| ------------- | ------------ | ---------------------- | ---------------------------------- | ----------------------------------------------- | ----------------- |
| 43            | 1            | „Kobayashi Maru”       | Olatunde Osunsanmi                 | Michelle Paradise & Jenny Lumet & Alex Kurtzman | 18 noiembrie 2021 |
| 44            | 2            | „Anomaly”              | Olatunde Osunsanmi                 | Anne Cofell Saunders & Glenise Mullins          | 25 noiembrie 2021 |
| 45            | 3            | „Choose to Live”       | Christopher J. Byrne               | Terri Hughes Burton                             | 2 decembrie 2021  |
| 46            | 4            | „All Is Possible”      | John Ottman                        | Alan McElroy & Eric J. Robbins                  | 9 decembrie 2021  |
| 47            | 5            | „The Examples”         | Lee Rose                           | Kyle Jarrow                                     | 16 decembrie 2021 |
| 48            | 6            | „Stormy Weather”       | Jonathan Frakes                    | Anne Cofell Saunders & Brandon Schultz          | 23 decembrie 2021 |
| 49            | 7            | „...But to Connect”    | Lee Rose                           | Terri Hughes Burton & Carlos Cisco              | 30 decembrie 2021 |
| 50            | 8            | „All In”               | Christopher J. Byrne & Jen McGowan | Sean Cochran                                    | 10 februarie 2022 |
| 51            | 9            | „Rubicon”              | Andi Armaganian                    | Alan McElroy                                    | 17 februarie 2022 |
| 52            | 10           | „The Galactic Barrier” | Deborah Kampmeier                  | Anne Cofell Saunders                            | 24 februarie 2022 |
| 53            | 11           | „Rosetta”              | Jeff Byrd & Jen McGowan            | Terri Hughes Burton                             | 3 martie 2022     |
| 54            | 12           | „Species Ten-C”        | Olatunde Osunsanmi                 | Kyle Jarrow                                     | 10 martie 2022    |
| 55            | 13           | „Coming Home”          | Olatunde Osunsanmi                 | Michelle Paradise                               | 17 martie 2022    |

Primul capitol al sezonului a fost lansat până la 5 noiembrie 2017, iar a doua partea din ianuarie 2018. Jesse Alexander, Kirsten Beyer, Aron Eli Coleite, Joe Menosky și Kemp Powers sunt membrii si echipei de scriitori a primului sezon.  Actorul Star Trek și regizorul de film  Jonathan Frakes va regiza un episod, iar producătorul Akiva Goldsman va regiza două episoade ale acestui sezon, inclusiv ultimul episod al sezonului.